# Givry-lès-Loisy
Givry-lès-Loisy è un comune francese di 83 abitanti situato nel dipartimento della Marna nella regione del Grand Est.

## Società

### Evoluzione demografica
Abitanti censiti